# 堀杏庵

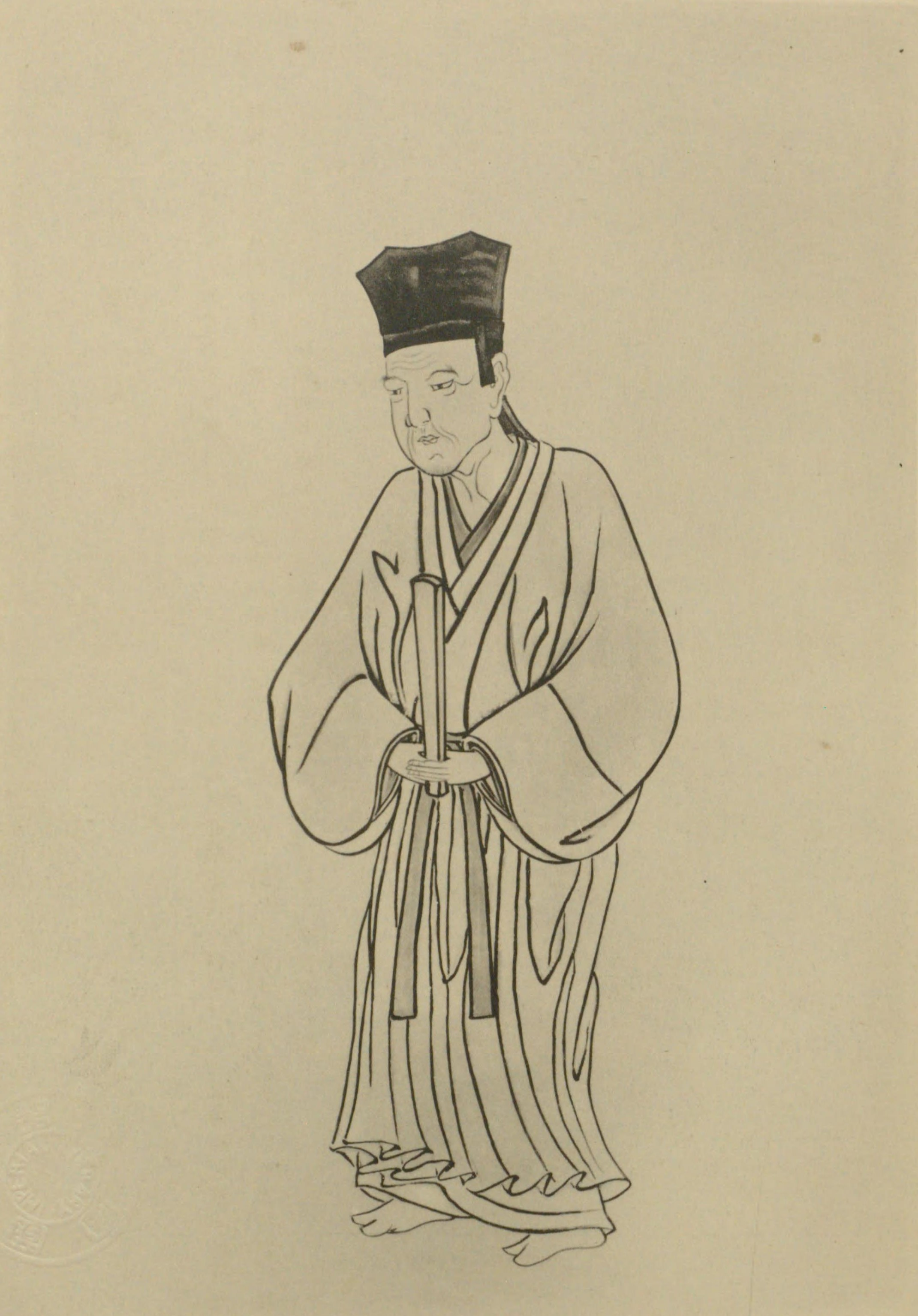
藤浪剛一『医家先哲肖像集』より堀杏庵

堀 杏庵（ほり きょうあん、天正13年5月28日（1585年6月25日）- 寛永19年11月20日（1643年1月10日））は、江戸時代初期の医師・儒学者。名は正意。字は隆夫。通称は与十郎。号は杏庵のほか、杏隠・敬庵・蘇巷・茅山山人など。
近江国安土の生まれ。祖父は近江国野村城主・堀定澄で、父は医師・堀徳印。医術を曲直瀬正純に、句読を南禅寺塔頭帰雲院の梅心正悟に、儒学を藤原惺窩に学び、惺門四天王（林羅山・那波活所・松永尺五・堀杏庵）の一人に数えられた。1611年（慶長16年）紀伊和歌山藩主浅野幸長に出仕し、1619年（元和5年）幸長の移封にともなって安芸広島に移る。1622年（元和8年）徳川義直の要請によって尾張藩に仕えた。1643年（寛永19年）江戸へ赴き、『寛永諸家系図伝』の編纂を命じられるが、そのまま病没した。博識多学で温厚な長者として知られた。
長男の立庵は芸州浅野家に、次男忘斎と三男道隣は尾張藩にそれぞれ仕えた。本居宣長が従学した堀景山は孫にあたる。子孫に1885年に東京大学理学部化学科を卒業し、ミュンヘン大学留学後、第一高等学校化学教諭となった堀鍼之丞がいる。
著書には『堀杏庵文集』『杏陰集』『東行日録』『有馬温湯記』『朝鮮征伐記』などがある。